# Grenville (Grenada)
Grenville is de derde stad van Grenada, na de hoofdstad Saint George's en Gouyave en is de hoofdplaats van de parish Saint Andrew. De stad is gelegen aan de oostkust van het eiland en is erg betrokken bij de landbouwexportindustrie. De stad heeft 2.400 inwoners.